# Мілтон Берл
Мілтон Берл (англ. Milton Berle; прізвище при народженні Мендель Берлінгер (англ. Mendel Berlinger); 12 липня 1908, Нью-Йорк — 27 березня 2002, Лос-Анджелес, Каліфорнія, США) — американський актор-комік, зірка американського телебачення 1950-х років. Олядачам відомий як «Дядечко Мільті», «Містер Телебачення».

## Життєпис
Мілтон Берл народився в небагатій єврейській сім'ї в Гарлемі, Нью-Йорк, його батько був продавцем фарб. При народженні його ім'я було Мендель Берлінгер, в 16-річному віці він, укоротив прізвище, обрав собі сценічним псевдонімом Мілтон Берл. Вже в дитячому віці виграв дитячий конкурс талантів і став зніматися в кінофільмах. У 1914 році знявся у фільмі «Небезпечні походеньки Поліни», де виконав роль дитини, яку викидають з потягу аби вбити. На знімальних майданчиках зустрічався з багатьма зірками кіно, зокрема з Чарлі Чапліном.
Пройшовши сценічну школу, Мілтон Берл вирушив підкорювати Бродвей. Також спочатку на радіо, а потім на телебаченні він проводив власні гумористичні передачі. До середини 50-х років популярність коміків на телебаченні помітно впала, Мілтон Берл закрив шоу і вирішив відновити кар'єру актора. Так, наприклад, у 1960 році він знявся у фільмі «Займемося коханням», де грав разом з такими зірками як Ів Монтан та Мерілін Монро. У 1963 виконав одну з головних ролей в відомому фільмі «Цей шалений, шалений, шалений, шалений світ». У 1984 році виконав роль самого себе у фільмі Вуді Аллена «Бродвей Денні Роуз».
Актор помер у 93-річному віці у Лос-Анджелесі, за деякими відомостями від раку товстої кишки.

## Фільмографія
- 1917: Ребекка з ферми Саннібрук / Rebecca of Sunnybrook Farm — Біт Парт
- 1920: Знак Зорро / The Mark of Zorro
- 1921: Маленький лорд Фаунтлерой / Little Lord Fauntleroy
- 1940: Маленький Ебнер / Li'l Abner
- 1941: Серенада сонячної долини / Sun Valley Serenade
- 1963: Цей шалений, шалений, шалений, шалений світ / It's a Mad, Mad, Mad, Mad World — Рассел Фінч
- 1965: Незабутня / The Loved — One — Містер Кентон
- 1966: Оскар / The Oscar — One — Каппі Капштеттер
- 1967: Бетмен (телесеріал) / Batman (TV series)
- 1967: Велика долина / The Big Valley — Джозая Фрімен
- 1984: Бродвей Денні Роуз / Broadway Danny Rose — камео
- 1992: Принц із Беверлі-Гіллз (серіал) / The Fresh Prince of Bel-Air — Макс Джейк
- 1995: Район Беверлі-Гіллз (телесеріал) / Beverly Hills, 90210 — Сол Говард
- 1995: Няня (телесеріал) / The Nanny — Дядя Менні
- 1995: Розанна (телесеріал) / Roseanne — Трансвестит на весіллі